# Parenti serpenti
Parenti serpenti è un film del 1992 diretto da Mario Monicelli.

## Trama
Si stanno per celebrare le festività natalizie. A Sulmona, quattro figli, insieme alle rispettive famiglie, si riuniscono come ogni anno nella casa degli anziani genitori: Saverio, vicebrigadiere dei carabinieri in congedo, ora affetto da una lieve forma di demenza senile, e Trieste, ancora energica ed arzilla. La famiglia è composta dai seguenti nuclei: Lina, perenne nevrotica che lavora nella biblioteca comunale di Teramo, il marito Michele, geometra per lo stesso comune, appassionato cacciatore, tifoso del Pescara, iscritto alla Democrazia Cristiana e il figlio pre-adolescente Mauro; Milena, casalinga appassionata di quiz televisivi, depressa a causa della sua sterilità, e il marito Filippo, maresciallo maggiore dell'Aeronautica Militare in servizio a Roma; Alessandro, impiegato delle Poste a Modena, dalle idee comuniste e naturaliste  (nonostante abbia trovato lavoro grazie al cognato democristiano), con la moglie Gina, snob e mal sopportata dalle cognate, ragionevolmente convinte che tradisca il fratello con diversi uomini (dai quali ottiene regali costosi) e la figlia Monica, ragazzina sovrappeso e non particolarmente brillante, la cui massima ambizione è quella di diventare una ballerina di Fantastico; Alfredo, professore d'italiano in un istituto femminile privato di Como, celibe e senza figli. 

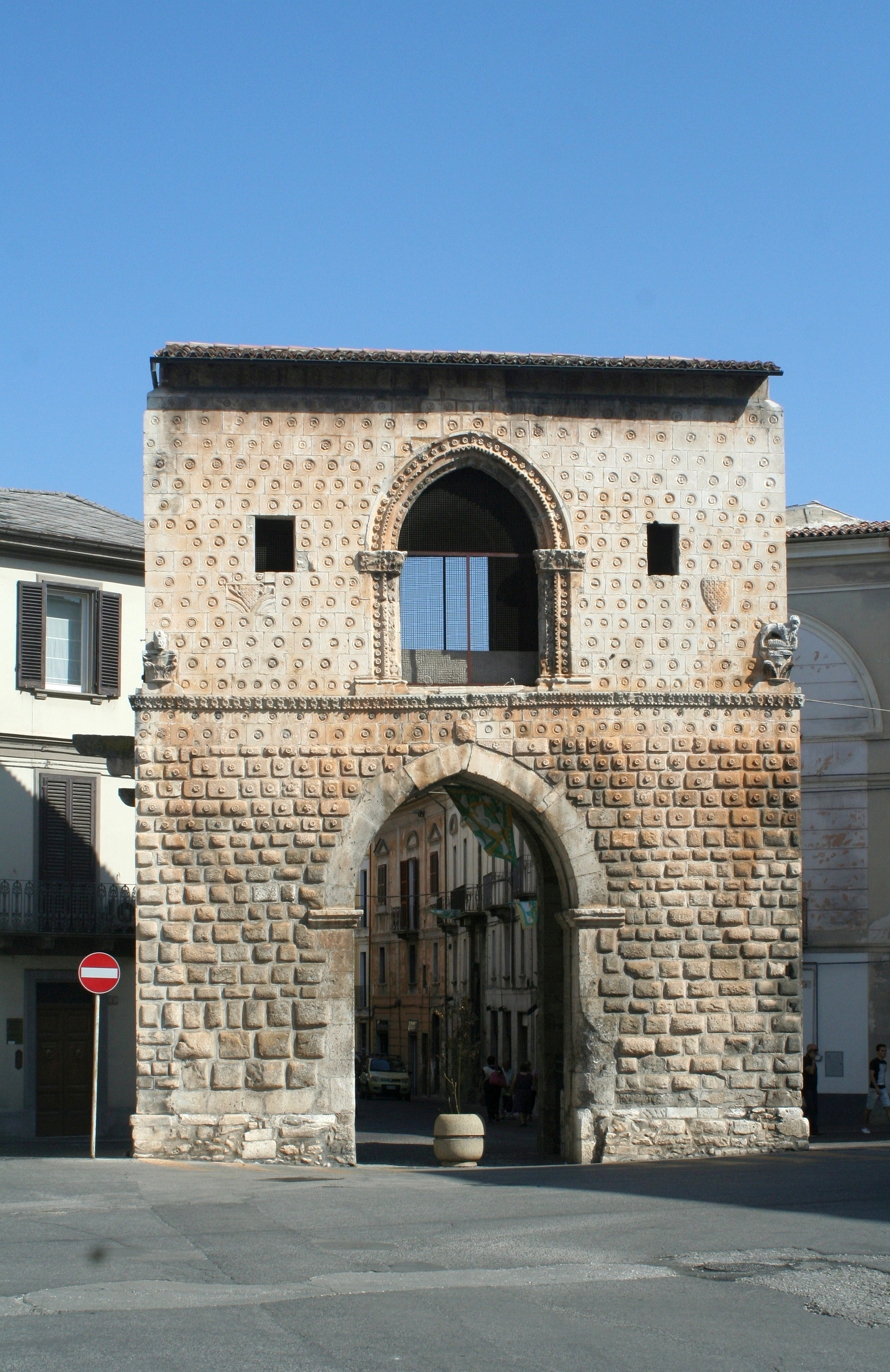
Sulmona, Porta Napoli, inquadrata all'inizio del film

Tutto sembra scorrere tranquillamente nel rispetto dell'ordinaria routine festiva – composta da cenone di pesce della vigilia, processione, tombolata, messa di mezzanotte e scambio dei regali – finché, durante il pranzo di Natale, Trieste decide di fare un annuncio che cade sulla tavolata come un fulmine a ciel sereno: a causa dell'età che avanza, i due anziani coniugi non se la sentono più di continuare ad abitare da soli ma, rifiutando nettamente l'idea di andare a vivere in un ospizio (dopo averne visitato uno), decidono che saranno i loro figli a dover scegliere chi, tra loro quattro, ricevendo in cambio una parte della loro pensione e l'abitazione dei due in eredità, si assumerà l'onere di accoglierli in casa propria.
Spaventati dall'idea di rinunciare ai propri spazi e alla propria quotidianità, figli e consorti iniziano a riunirsi all'insaputa dei genitori tentando di scaricarsi la responsabilità a vicenda. I violenti alterchi che ne derivano smascherano tutta l'ipocrisia, i segreti, i rancori, le gelosie e la gretta materialità del parentado, che se da una parte non vuole saperne di prendersi cura dei due anziani, dall'altra litiga assai ferocemente per il modesto appartamento e per ciò che contiene. Vengono a galla anche "gli scheletri nell'armadio”, tra cui l'omosessualità di Alfredo, fino ad allora nascosta all'intera famiglia, il quale rivela a fratello, sorelle e cognati di convivere da oltre 10 anni con il suo compagno Mario, di professione vigilante, nonché una passata tresca extraconiugale tra Michele e Gina. La vicenda si conclude con la raggelante decisione unanime di uccidere i due anziani, simulando un incidente domestico nella notte di Capodanno, tramite una stufa a gas difettosa da loro regalatagli.
L'intero racconto è narrato dalla prospettiva di Mauro, figlio di Lina e Michele, il quale per tutta la vicenda è stato quasi sempre ignorato dai suoi superficiali e freddi genitori; al ritorno a scuola tuttavia, legge in classe il tema sulle vacanze natalizie appena trascorse che gli era stato assegnato, raccontando il succedersi degli eventi di quei giorni di festa e smascherando involontariamente i colpevoli della morte dei suoi nonni, ovvero i suoi genitori e i suoi zii.

## Produzione
Il film è stato girato prevalentemente nella città di Sulmona (AQ) - ad eccezione delle sole riprese nella Chiesa di Santa Maria Maggiore di Pacentro (AQ), i cui interni furono preferiti a quelli di Santa Maria della Tomba, di cui il regista romano ripropone invece la sola facciata esterna. La città di Ovidio venne scelta, infatti, dallo stesso Monicelli rispetto alla vicina Lanciano (CH) - suggerita invece dallo sceneggiatore Carmine Amoroso - per un'esperienza lì vissuta; la sceneggiatura riporta comunque molti riferimenti alla città di Lanciano, come la Squilla, festività tipica della cittadina frentana, che ricorre il 23 dicembre (mentre nel film la processione è posticipata alla sera della vigilia di Natale), o i bocconotti, dolce tipico della vicina Castel Frentano. Hanno origine lancianese anche i cognomi di alcuni dei personaggi del paese elencati nella scena della messa di mezzanotte (Colacioppo, Mazzoccone ecc.).
All'inizio l'idea nella sceneggiatura del mezzo per uccidere i due anziani era quella del vino al metanolo, frode che qualche anno prima, verso la metà degli anni ottanta, aveva scosso fortemente l'opinione pubblica italiana.
Il ruolo di Haber era stato scritto per Giorgio Gaber, che già aveva collaborato con Monicelli in Rossini! Rossini!, ma questi rifiutò in quanto non interessato. Paola Pelino, imprenditrice e poi parlamentare di Forza Italia e in seguito del PdL, ha una piccola parte nel film, sebbene non accreditata (la moglie dell'avvocato Colacioppo).
Tre mesi prima dell'uscita del film, il 26 dicembre 1991, Cinzia Leone, che nel film interpreta la parte di Gina, accusò un malore e venne ricoverata in gravissime condizioni. Diagnosticatole un aneurisma congenito all'arteria basilare, si sottopose a un delicato intervento chirurgico a Phoenix, a seguito del quale la parte sinistra del corpo le rimarrà inizialmente paralizzata, riuscendo però poi a recuperare completamente.
Francesco Anniballi, che invece interpreta la piccola parte di un operaio stradale presente nella scena iniziale del film, era un attore caratterista che aveva preso parte a svariate pellicole, sempre con piccoli ruoli; due mesi prima dell'uscita del film, il 28 gennaio 1992, fu ucciso a Roma da un ignoto con un colpo di pistola alla schiena e il delitto è rimasto insoluto.

## Distribuzione
Il film, la cui uscita era inizialmente prevista per il Natale 1991, venne invece distribuito nelle sale cinematografiche italiane il 26 marzo 1992.

## Accoglienza

### Botteghino
Il film risultò il 48° incasso al box-office italiano della stagione 1991-1992.

### Critica
(Enzo Siciliano, L'Espresso, 10 maggio 1992)

## Riconoscimenti
- 1992 - David di Donatello
  - Candidatura Miglior produttore a Giovanni Di Clemente
  - Candidatura Migliore sceneggiatura a Carmine Amoroso con la partecipazione di Suso Cecchi D'Amico, Mario Monicelli e Piero De Bernardi
- 1993 - Nastro d'argento
  - Migliori costumi a Lina Nerli Taviani
  - Candidatura Regista del miglior film a Mario Monicelli
- 1993 - Taormina Film Fest
  - Candidatura Miglior film a Mario Monicelli